# Commission de la vérité et de la réconciliation (Pérou)
Pour les articles homonymes, voir Commission de la vérité et de la réconciliation.
La Commission de la vérité et de la réconciliation (CVR) est une commission péruvienne chargée principalement d'élaborer un rapport sur le conflit armé péruvien entre 1980 et 2000. Elle a été créée en 2001 par le président de transition Valentín Paniagua et formée par divers membres de la société civile. Son président était Salomón Lerner Febres, alors recteur de la Pontificia Universidad Católica del Perú. 
En plus de ses recherches sur la violence armée du Sentier lumineux et du Mouvement Révolutionnaire Tupac Amaru (MRTA), elle a cherché à analyser les racines profondes de cette violence et a enquêté sur la répression militaire contre ces guérilla. Pour cela, elle a récolté le témoignage de 16985 personnes et a organisé 21 audiences publiques avec les victimes de la violence auxquelles plus de 9 500 personnes ont assisté. Le rapport final de la Commission a été rendu public le 28 août 2003 devant le président péruvien Alejandro Toledo. 

## Membres
- Dr Salomón Lerner Febres - Président de la CVR. Docteur en philosophie y recteur émérite de l'université pontificale catholique du Pérou.
- Dr Beatriz Alva Hart - Avocate et ancien parlementaire.
- Dr. Rolando Ames Cobaián - Sociologue, chercheur et analyste politique. Ancien sénateur.
- José Antúnez de Mayolo - Prêtre salésien, ancien administrateur apostolique de l'Archidiocèse d'Ayacucho.
- Luis Arias Grazziani - Général en retraite de l'armée de l'air - Expert en thèmes de sécurité nationale.
- Dr. Enrique Bernales Ballesteros - Docteur en Droit, constitutionaliste, Directeur exécutif de l'ONG Commission Andine de Juristes. Ancien Parlementaire.
- Dr. Carlos Iván Degregori Caso - Anthropologue, professeur de l'Université nationale de San Marcos, membre de l'Institut d'Études Péruviennes.
- Père Gastón Garatea Yori - Prêtre de los Sagrados Corazones et Président de la Table de concertation de lutte contre la pauvreté.
- Pasteur Humberto Lay Sun - Architecte, leader des Assemblées de Dieu, dénomination évangélique du Conseil National Evangélique CONEP.
- Sofía Macher Batanero - Sociologue, ancienne secrétaire exécutive de l'ONG de Coordination nationale de Droits de l'Homme.
- Alberto Morote Sánchez – Ancien recteur de l'université San Cristóbal de Huamanga.
- Carlos Tapia García - Chercheur et analyste politique. Ancien Parlementaire.
- Luis Bambarén Gastelumendi en qualité d'observateur - Évêque de  Chimbote et ancien président de la Conférence épiscopale péruvienne.

## Les Conclusions de la CVR
Le rapport final de la CVR a été présenté le 28 août 2003 lors d'une cérémonie réalisée au Palais du Gouvernement à Lima. Il se compose de neuf tomes dans lesquelles sont détaillés les faits qui se sont déroulés durant les vingt années que couvre le rapport. Il se divise en trois parties principales : la première où sont relatés le processus, les faits et les victimes; la seconde comportant les facteurs qui ont permis le développement du conflit; et la troisième qui détaille les séquelles du conflit et propose quelques recommandations afin que ces tragiques événements ne se répètent pas. Malgré les efforts de la CVR, la société civile a été relativement indifférente à cette initiative. 
Sont présentées ci-dessous les principales conclusions de la CVR. 

### Les dimensions du conflit
La CVR a constaté que le conflit armé qu'a vécu le Pérou entre 1980 et 2000 est l'épisode de violence le plus intense, le plus étendu et le plus long de toute son histoire républicaine. Ce conflit révèle brèches profondes qui traversent la société péruvienne. En effet, la CVR estime à 69 280 personnes les victimes de la violence, parmi lesquelles une large majorité vivait dans une situation d'extrême pauvreté et d'exclusion sociale. 
Le portrait type de la victime fait état d’un homme (80 %), âgé de 20 à 49 ans (66 % contre 38 % de la population), né dans le département d’Ayacucho (40 % alors que le département est peu peuplé), vivant en zone rurale (79 % contre 29 %) d’activités agricoles (75 % contre 28 %), de langue maternelle indigène (75 % contre 16 %) et a un niveau d’éducation inférieur à l’enseignement secondaire (85 % contre 46 %).
Ainsi, outre les brèches socio-économiques, le portrait-type de la victime révèle les inégalités et les discriminations ethniques et culturelles qui divisent la société péruvienne. Les populations urbaines de la côte péruvienne ont de plus longtemps fermé les yeux sur les massacres qui se produisaient à l'intérieur du pays. 

### La responsabilité des organisations terroristes

#### Le Sentier lumineux
La CVR considère que la cause fondamentale du déchaînement de la violence lors du conflit armé interne est la décision du Sentier lumineux d'initier la lutte armée contre l'État péruvien, au moment même où le Pérou retrouvait la démocratie et les élections libres. Le groupe maoïste est imputé de la majorité des crimes et des violations des droits de l'homme (avec notamment un usage courant de la torture et de divers sévices d'une intense cruauté). Il est ainsi responsable de 54 % du nombre des victimes reporté par la CVR. Il faut noter qu'un nombre tant élevé de crimes fait du Sentier Lumineux un cas exceptionnel parmi les différentes guérillas d'Amérique latine.
La cohésion interne du Sentier Lumineux trouve son origine dans le Pensamiento Gonzalo, qui se reflète dans le culte à la personnalité d'Abimael Guzmán, fondateur et dirigent de l'organisation, qui était considéré comme l'incarnation de la pensée la plus élevée dans l'histoire de l'humanité. L'idéologie prônée par le mouvement, en adoptant une vision de la société en termes de classe, ne laisse pas de place aux individus, de là son peu de respect à la personne humaine et au droit à la vie, dont celle de ses militants. Les discours du Sentier Lumineux ont un potentiel génocidiaire, puisqu'il appelle à «pagar la cuota de sangre» (1982), «inducir genocidio» (1985) et annonce que «el triunfo de la revolución costará un millón de muertos» (1988). 
Le Sentier Lumineux s'est appuyé sur le système éducatif péruvien pour propager ses thèses au sein de la population, rurale notamment, puisqu'elle correspondait à son idéologie maoïste. Elle ne s'est cependant pas reposée sur les organisations paysannes existantes et n'a pas respectée leurs spécificités culturelles. Nombre de sendéristes partageaient d'ailleurs un certain mépris, teinté de racisme, envers les populations indigènes, pour lesquelles ils revendiquaient se battre. Le Sentier Lumineux refusait toute dissidence de la part des paysans, des massacres de communautés entières ont été effectués à ce titre. À noter que la conception idéologique de l'organisation impliquait la destruction du vieil État depuis ses bases. Cela a conduit à des assassinats d'autorités locales (maires, gouverneurs, juges de paix...) et d'autorités nationales (ministres, parlementaires et autres représentants de l'État). Ainsi, 12 % des victimes du Sentier Lumineux sont des autorités étatiques. La guérilla a également tué massivement des dirigeants d'organisations sociales (organisations paysannes, syndicales, de quartier, de femmes...).
Le Sentier Lumineux est également responsable de violence au cœur des villes, notamment d'attentats à la voiture piégée, dont le plus célèbre est celui de la rue Tarata dans le district de Miraflores à Lima. 
L'ensemble de ces actions sont le produit d'une stratégie délibérée de la direction nationale du Sentier Lumineux d'implantation de la terreur. Elle cherchait notamment à provoquer des réactions brutales des forces de l'ordre contre la population civile qui les délégitimeraient. Elle ne faisait d'ailleurs que peu de cas de ses propres militants, les invitant à tuer et à mourir de manière cruelle et sanguinaire, alors que les dirigeants suprêmes, notamment Abimael Guzman, résidaient à Lima durant quasiment l'intégralité du conflit, ne souffrant pas des privations et des risques physiques.

#### Le Mouvement révolutionnaire Tupac Amaru
Le Mouvement Révolutionnaire Túpac Amaru (MRTA) a initié sa lutte armée en 1984. Il est responsable, selon la CVR, de 1,5 % des victimes totales du conflit. À la différence du Sentier Lumineux, et de manière similaire à d'autres organisations armées latinoaméricaines avec lesquelles il a maintenu des liens, le MRTA revendique ses actions et n'attaque pas la population civile et désarmée. Le MRTA a néanmoins commis des assassinats, comme dans le cas du général Enrique López Albújar, des pratiques d'otages et des séquestres, crimes qui violent le droit international humanitaire que le MRTA prétendait respecter. Il faut noter également que le MRTA assassinait les dissidents de son organisation.

### La responsabilité des appareils de l'État
Le conflit armé péruvien a débuté alors que le pays retrouvait la démocratie. Les gouvernements en place durant ce conflit ont été élus lors d'élections libres par les citoyens. Il faut noter néanmoins que le gouvernement d'Alberto Fujimori, à partir du coup d'État du 5 avril 1992, est devenu autoritaire et a cherché à rester au pouvoir en consolidant une autocratie corrompue. Jusqu'à cette date, malgré la subversion armée des deux guérillas, la séparation des pouvoirs et la liberté d'expression furent respectées et les élections se déroulèrent librement. 
La CVR souligne néanmoins le manque de compréhension des gouvernements des présidents Fernando Belaúnde Terry puis d'Alan Garcia face au conflit. Ils ne mirent pas en place une stratégie intégrale (sociale, politique, économique, militaire, psychosociale, d'intelligence et de mobilisation de l'ensemble de la population) pour faire face de manière efficace à la subversion armée et au terrorisme. 

#### Les forces policières
La CVR rend hommage aux forces policières qui affrontèrent les groupes subversifs, notamment au millier de ses membres décédé. Elle souligne également que la formation contre-subversive qu'elles avaient reçue prenait pour référence le modèle castriste, d'où sa difficulté à affronter un ennemi vésanique, qui se confondait avec la population civile, tel que le Sentier Lumineux. L'entraînement et la formation furent ainsi longtemps peu adéquats. En outre, le service d'intelligence a longtemps sous-estimé le potentiel subversif du Sentier Lumineux. 
L'intervention d'un détachement policier de contre-insurrection, dénommé les sinchis, a entraîné une hausse des violations des droits de l'homme, qui ont accru la méfiance de la population civile vis-à-vis des forces policières. L'intervention de l'armée dans le conflit intérieur et la mise en place de commandement politico-militaires (CPM) dans les zones déclarées en état d'urgence se sont soldées par une subordination de la police aux forces armées. Dès lors, les violations des droits de l'homme et les pratiques autoritaires se firent plus fréquentes. La torture, les détentions illicites, la violence sexuelle, les disparitions forcées de personnes sont devenues massives. 

#### Les forces armées
Les forces armées sont intervenues dans le conflit interne à partir du décret suprême du 29 décembre 1982. Plus d'un millier de ses membres sont décédés lors de ce conflit armé. Durant les deux premières années de son intervention, l'armée a souffert d'un manque d'entraînement et d'équipement pour intervenir dans ce type de conflit, d'où sa stratégie initiale qui se basait sur un conflit externe traditionnel. 
La stratégie des forces armées a consisté dans un premier temps à une répression indistincte contre les populations considérées comme suspecte d'appartenir au Sentier Lumineux. Son objectif était d'en finir au plus vite avec le conflit sans prend en compte le coût en vies humaines et de récupérer les territoires aux mains du Sentier Lumineux, en supposant notamment que les villages et/ou communautés se divisaient distinctement entre fidèles à l'État péruvien et subversifs. Dans un second temps, cette stratégie est devenue plus sélective, même si les violations des droits de l'homme ont continué (exécution extra-judiciaires, disparition forcée, torture, traitement cruel, inhumain et dégradant, violence sexuelle...). Celles-ci ont été généralisées et systématiques à certains moments du conflit, incitées ou ordonnées par les unités de commandement, transgressant donc les normes du droit humanitaire international. Des escadrons de la mort ont également été mis en  place à la fin des années 1980.

### Le processus politique et les gouvernements
La CVR fait une distinction entre la période qui s'étend de 1980 à 1992 et la période postérieure au coup d'État du 5 avril 1992. La première se caractérise par des régimes civils élus démocratiquement tandis que pendant la seconde le pouvoir s'exerce de manière autoritaire et est attaché à la personne d'Alberto Fujimori. Les responsabilités des autorités maximales de l'État sont donc plus importantes dans le second cas puisque la centralisation du pouvoir implique une relation plus directe entre le Président de la République et les groupes violant les droits de l'homme qui opéraient avec l'approbation du pouvoir. 
Le conflit civil trouve son origine dans la faiblesse et les failles de l'État, dans ses insuffisantes couverture territoriale et densité institutionnelle, dans son manque de préparation pour affronter un conflit de ce type, dans son mépris pour certains secteurs significatifs des citoyens et dans son incapacité à se soumettre aux normes constitutionnelles. Les gouvernements en place, tout comme les partis politiques alors représentés au Parlement ont donc une importante responsabilité dans le déroulement du conflit puisque les forces armées et policières qui violèrent les droits de l'homme le firent à partir des instruments légaux de la législation antiterroriste votée par le Congrès élu démocratiquement. 
Il faut noter néanmoins le courage de l'ensemble des représentants de l'État, qui ont continué à exercer leurs fonctions durant le conflit, alors qu'ils étaient des cibles privilégiées pour les groupes subversifs. 

#### Le gouvernement d'Acción Popular(1980-1985)
Le gouvernement de Fernando Belaunde Terry, le premier élu démocratiquement après le gouvernement révolutionnaire des forces armées, a longtemps considéré les attaques du Sentier Lumineux comme un problème marginal. Une fois l'ampleur du conflit pris en compte, il opte, dans un premier temps, pour les forces policières pour affronter le Sentier Lumineux, mais devant la relative inefficacité de celles-ci et l'activité toujours plus violente de l'organisation terroriste, il décide d'attribuer la conduite de la lutte contre-subversive aux forces armées à la fin de 1982. Cette décision a entraîné un processus de militarisation du pays qui a abouti à la subordination du pouvoir politique au pouvoir militaire dans les zones de conflit et à la violation massive des droits de l'homme. Le gouvernement d'Accion Popular a d'ailleurs fermé les yeux sur ces violations malgré les dénonciations répétées de certaines sources gouvernementales et de la société civile. Tel est le cas des massacres de Putis, Pucayacu et Cabitos pour les plus connus. 
Les chiffres de la CVR révèlent que les années 1983 et 1984 sont les plus meurtrières du conflit (19 468 victimes soit 28 % du total estimé), notamment à cause des campagnes d'assassinats massives du Sentier Lumineux et de la réponse des forces armées. À l'époque des faits, ces nombreuses victimes passèrent inaperçues pour une grande majorité du pays, ce qui démontre les fractures ethniques de la société péruvienne.  

#### Le gouvernement de l'APRA(1985-1990)
Le gouvernement d'Alan Garcia a impulsé une série de politiques sociales réorientant et complétant la stratégie contre-subversive alors en place. L'objectif était d'affaiblir l'assise sociale des guérillas à travers des politiques de développement destinées aux paysans et aux régions les plus pauvres. Il a également cherché à reprendre le pouvoir sur les autorités militaires, en sanctionnant notamment les chefs militaires responsables du massacre de Accomarca en août 1985. Cependant, les 18 et 19 juin 1986, le « massacre des prisons » dans les centres pénitentiaires de Lurigancho et de El Frontón marque une inflexion dans la volonté du gouvernement apriste d'imposer aux forces armées le respect des droits de l'homme. De même, une commission chargée d'enquêter sur le massacre de Cayara (juillet 1988) et présidée par un parlementaire de l'APRA conclut que celui-ci ne s'était jamais produit, alors que, selon les enquêtes postérieures de la CVR, il eut vraiment lieu. 
La crise économique et politique que vécu le Pérou à partir de 1988 a favorisé le développement des groupes subversifs et a encouragé le processus de violence renforçant l'instabilité du pays. Le gouvernement perdit alors totalement le contrôle de la politique contre-subversive.

#### Les gouvernements d'Alberto Fujimori (1990-2000)
Alberto Fujimori a été élu en 1990 alors que le pays traversait une grave crise politique et économique entraînant une instabilité grandissante qui a discrédité la jeune démocratie péruvienne. Pour affronter les deux grands problèmes qui lui incombaient (la crise économique et l'avancée de la subversion), il confia la politique économique à des groupes de technocrates et assuma comme sienne la politique contre-subversive menée par les forces armées. Il s'assura également le soutien des Services d'Intelligence en convoquant à ses côtés un de ses opérateurs, Vladimiro Montesinos. Ce dernier s'est chargé de créer un escadron de la mort, nommé "escadron Colina", qui fut responsable d'assassinats, de disparitions forcées, et de massacres.
Le 5 avril 1992, Alberto Fujimori prend seul le contrôle de l'État après un coup d'État qui ne connut que peu de contestations. Tous les secteurs de la société se montraient en effet près à troquer la démocratie contre la sécurité et à tolérer les violations des droits de l'homme comme un coût nécessaire pour en finir avec la subversion. Les services de contre-espionnage péruviens (DINCOTE) réussirent peu après à capturer Víctor Polay, principal dirigeant du MRTA et Abimael Guzmán et des membres du Bureau politique du Comité central du Sentier Lumineux. Alberto Fujimori revendiqua ces arrestations, en vue notamment d'asseoir sa popularité. De même, en 1997, l'opération Chavín de Huántar, réalisée afin de libérer les personnes séquestrées par le MRTA dans la résidence de l'ambassade du Japon depuis décembre 1996, fut également utilisée dans un but politique. De manière générale, le gouvernement d'Alberto Fujimori s'est servi du terrorisme, n'hésitant pas à amplifier les menaces, pour justifier l'autoritarisme du régime et pour disqualifier des opposants politiques. Le conflit armé a donc été manipulé afin de rester au pouvoir.

### Les séquelles du conflit et la nécessité d'une réparation
Le conflit armé interne a laissé des séquelles importantes sur tous les plans de la vie nationale péruvienne. L'amplitude et l'intensité du conflit ont intensifié les déséquilibre nationaux, détruit l'ordre démocratique, accentué la pauvreté et les inégalités, aggravé les formes de discrimination et d'exclusion, affaibli les réseaux sociaux et sentimentaux et favorisé une culture de peur et de méfiance. 
Le conflit a également conduit à une destruction massive des infrastructures productives et d'opportunités économiques alors que les départements qui ont le plus souffert du conflit (Huancavelica, Ayacucho, Apurímac y Huanuco)  sont ceux où les indices de pauvreté sont les plus élevés. La réparation nécessite donc une citoyenneté pleine et entière pour l'ensemble de la société. Les migrations ont été également très importantes durant le conflit, de nombreuses personnes ont fui les zones de violence pour se réfugier dans les villes. 
La réparation nationale passe, selon la CVR, par la connaissance des faits et des événements qui se sont déroulés durant le conflit par l'ensemble de la population. Elle doit également permettre l'intégration de pans entiers de la population, traditionnellement exclus de la société, qui sont les victimes principales de ces années de violence. 
La CVR a proposé un plan de réparation dans ce but qui doit se concentrer sur :
- les réparations symboliques, la sauvegarde de la mémoire et la dignité des victimes
- l'attention à l'éducation et à la santé mentale
- les réparations économiques individuelles et collectives (reconstruction institutionnelle, développement communal, services basiques et création de richesses)
- un exercice effectif de la justice afin de mettre fin à l'impunité des agresseurs
- la mise en place d'un Registre des victimes répertoriant l'ensemble des victimes du conflit civil, dont beaucoup sont encore disparues aujourd'hui

## Sources
1. ↑  (es) « Conclusiones Generales del Informe Final de la CVR » [« Conclusions générales du rapport final de la CVR »], sur org.pe (consulté le 2 octobre 2021).